# Bistum Cubao
Das Bistum Cubao (lat.: Dioecesis Cubaoensis) ist eine auf den Philippinen gelegene römisch-katholische Diözese mit Sitz in Quezon City.

## Geschichte

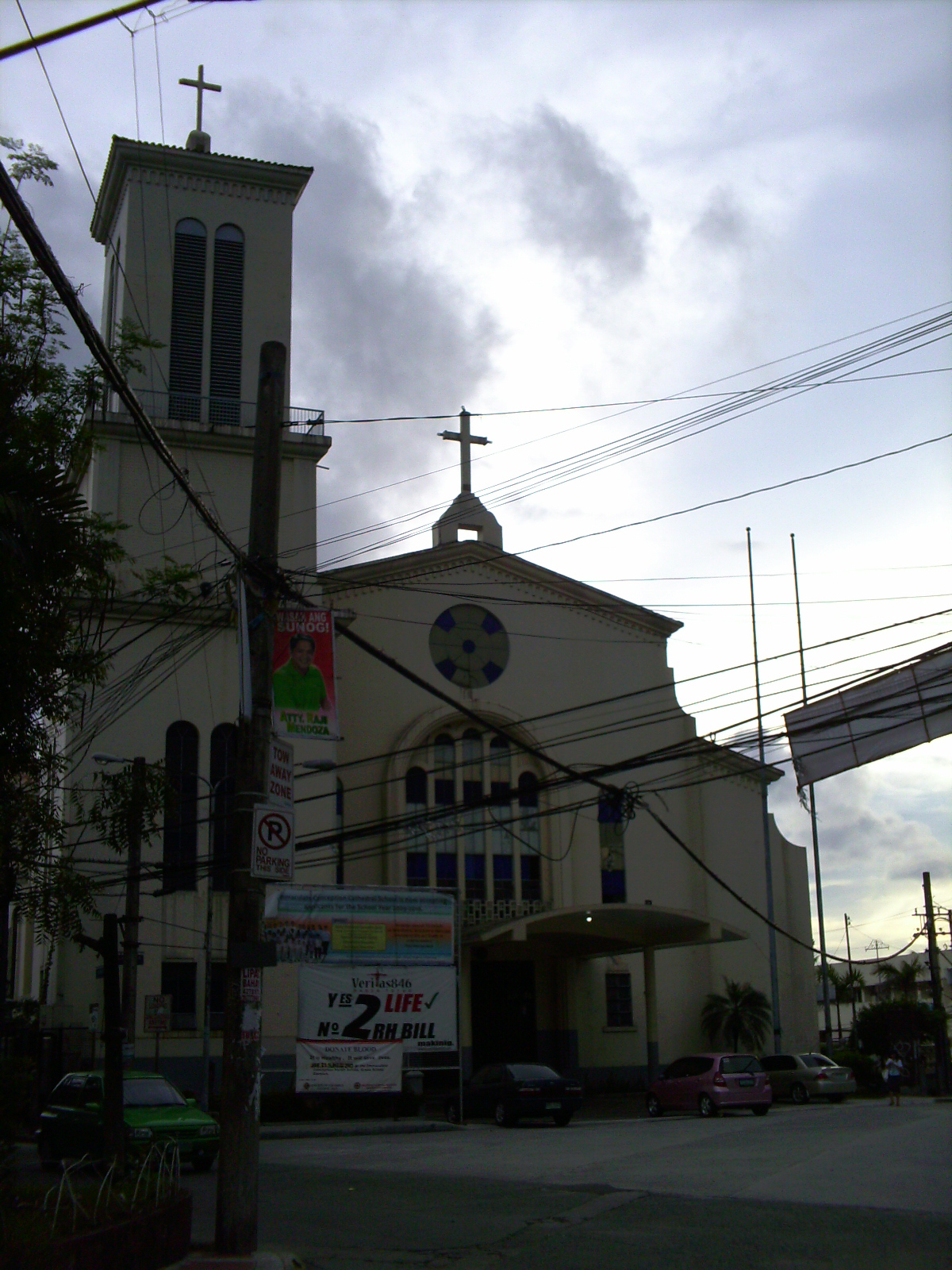
Cathedral of the Immaculate Conception

Das Bistum Cubao wurde am 28. Juni 2003 durch Papst Johannes Paul II. mit der Apostolischen Konstitution Quo satius provideretur aus Gebietsabtretungen des Erzbistums Manila errichtet und diesem als Suffraganbistum unterstellt.

## Bischöfe von Cubao
- Honesto Ongtioco, 2003–2024
- Elias Ayuban CMF, seit 2024